# Castro Verde (gemeente)
Castro Verde is een gemeente in het Portugese district Beja.
De gemeente heeft een totale oppervlakte van 569 km² en telde 7603 inwoners in 2001.

## Plaatsen in de gemeente
- Casével
- Castro Verde
- Entradas
- Santa Bárbara de Padrões
- São Marcos da Ataboeira

Aljustrel · Almodôvar · Alvito · Barrancos · Beja · Castro Verde · Cuba · Ferreira do Alentejo · Mértola · Moura · Odemira · Ourique · Serpa · Vidigueira